# ファシリテーター
ファシリテーター（英語: facilitator）とは、グループや組織がより協力し、共通の目的を理解し、目的達成のための計画立案を支援する人のことである。ファシリテーターは活動の中で、参加者の様々な意見や考えを公平に扱い、特定の側に立つことはなく、また、自身がイメージする意図や落とし所に参加者たちを誘導しないよう、2つの意味で中立の立場を保つ。狭義には会議や議論の際に、司会を行い場を促進する人を指す。
ファシリテーターの手法には、グループが行動するための確かな基盤を持てるように、前から存在していた、あるいは、会議の中で現れた意見の相違について、合意に達するよう支援をしようとするものもある。

## 概要
ファシリテーションは幅広い分野で応用されており、利用される分野によって若干とらえ方が異なるが、最も狭義には、「会議を効果的に行うための働きかけ」を意味する。円滑に会議を運営し、議事の進行プロセスを管理する人が、ファシリテーターと呼ばれている。
ファシリテーターとは、直訳すると、「容易にすること、簡易化、助成、助長」を意味する。日本語では、協働促進者、共創支援者、進行促進役、「こんなことをおもしろいからやってみませんか？」とそそのかす「そそのかし役」、参加者が持つものをうまく引き出す「引き出し役」等と呼ばれる。現代の日本においては、ファシリテーターは学習や議論の進行など何かしらを促進する機能を担おうとする者を広く指す言葉として使われている。近藤隆二郎は、まちづくりで人々が関わるための計画づくりにおいて、ファシリテーターは、「個をスキルアップして場に出てきてもらう役目でもあり、声を出しにくい市民の声を集める役目でもある。身体パターン（人の身体的行動、地域との関わり方のパターン）をファシリテートする役割も期待される」と述べている。
アメリカでは、裏社会のまとめや交渉の事を、ファシリテートする、それを行う人をファシリテーターと呼ぶ事もある。
ファシリテーターは、会議等の場で、発言や参加を促したり、話の流れを整理したり、参加者の認識の一致を確認したりする行為で介入し、合意形成や相互理解をサポートすることにより、組織や参加者の活性化、協働を促進させる。会議などの進行役も、ファシリテーターの役割に含まれる。ファシリテーターには、参加者または組織に対して良心に基づいた、達成イメージへの情熱と信念が必要とされる。
ファシリテーターが活動するワークショップの分野は極めて多様であり、一見共通点が分かりにくいが、安斎勇樹は、それぞれの分野で「上意下達にものごとが進む近代システムへの対抗文化として、民主性を取り戻すための方法として注目されてきた」と述べており、真壁宏幹は、「現代における近代システムへの『近代的な』問い直し」が、根本的なテーマとして共通しているとしている。ワークショップまず隆盛したのは、「近代の実験場」アメリカであった。
以前はオーガナイザーに含まれていた役割が、つまり進行の過程の専門家として、分離独立して認められるようになってきたという説もある。この説では、したがってファシリテーターはミーティングで扱われる内容そのものの専門家である必要はないとされる。
ワークショップのファシリテーションでは、ワークショップがある程度構造化されていれば（プログラムが決められていれば）、熟練していないファシリテーターでも運営が可能であり（予想外の出来事が全く起こらないわけではない）、短時間で実施しやすく、評価が得やすいといった利点があるが、ファシリテーターと参加者の自由度が低く、プログラムの流れから外れた自由な発想が出にくいといったデメリットもある。
ファシリテーターは、コミュニケーションスキル以外にも、ルールが必要な場合の内容設定や補助、プログラムのデザイン、進め方や、さらに会議の場所や参加者の選択、日程のデザインなど、オーガナイザー的機能、リーダー的機能も担う（しかし、ファシリテーターはリーダーではないとされる）。ファシリテーション技術は、会議の場に限定される機能ではなく、日常での組織コミュニケーション全般においても活用される。

## 定義
ファシリテーターにはさまざまな定義がある。
- 「グループや組織がより効果的に活動し、協力し、相乗効果を発揮することを可能にする人。会議において特定の側に立たず、自分の意見を述べたり主張したりしないことで、グループの活動を達成するための、公正でオープンで、かつ包括的なやり方を提唱することができる。」 - マイケル・ドイル[11]。
- 「グループが効果的に機能し、質の高い意思決定ができるように、その相互作用の構造とプロセスに貢献する人。他者が目的を追求することを支援する援助者、実現者。」 - I. Bens, p.viii[12]。
- 「ファシリテーターの仕事は、グループ全員が最高の思考と実践ができるようにサポートすることである。そのために、ファシリテーターは、完全に参加するよう促し、相互理解を促進し、責任の共有を培う。全員が最善の思考ができるように支援することで、ファシリテーターはグループのメンバーが包括的な解決策を模索し、持続可能な合意を構築できるようにする。」 - Kaner 他[13]。
- 「人々の活動が容易にできるよう支援し、うまくことが運ぶように舵取りするのがファシリテーションです。具体的には、集団による問題解決、アイデア創造、合意形成、教育・学習、変革、自己表現・成長など、あらゆる知識創造活動を支援し促進していく働きを意味します。またその役割を担う人がファシリテーター（facilitator）であり、日本語では「協働促進者」または「共創支援者」と呼びます。分かりやすく言えば、裏方で黒子のリーダーです。会議で言えば、メンバーの参加を促進し、プロセスの舵取りをする人がファシリテーター（進行役）です。」 - 日本ファシリテーション協会[5]

## 歴史的経緯
ワークショップの始まりとして、次の試みがある。これらは、プラグマティストのジョン・デューイの教育哲学の影響を受けている（ヒューマンポテンシャル運動への影響は不明）
- 1905年にジョージ・P・ベーカー（英語版）がアメリカで始めた戯曲の創作・上演のワークショップ。
- ベーカーのワークショップの系譜を引き継ぎ1960年代以降のアメリカで行われた小劇場運動。
- 1950年代アメリカ西海岸のヒューマンポテンシャル運動における集団心理療法、グループワーク、エンカウンターグループ等の試み。
- 1950年代アメリカ東海岸で行われた、Tグループ（英語版）などによる集団での体験学習・コミュニケーション技能訓練（ラボラトリー・トレーニング）、組織開発の試み。
- 1950年代アメリカの都市再開発問題に始まるまちづくり。ランドスケープ・デザイナーのローレンス・ハルプリンが大きく寄与した。
- 1950年代後半にブラジルのパウロ・フレイレが行った、貧困層・先住民族等の抑圧され搾取された人々が識字教育を通して自らの状況を理解し、自覚的、主体的にそれを変革していくこと（意識化）を目指す教育実践。

ハーバード大学の演劇研究者・教師だったジョージ・P・ベーカーは、1905年に、彼の戯曲制作の授業（イングリッシュ47）の生徒達から、書いた戯曲を上演したいという希望を受け、授業制度の外に、別途場を設け、「ザ・イングリッシュ47・ワークショップ」と呼んだ。このワークショップは、活発な創作・上演活動を行って、演劇界の注目を集めた。これが、現代的な意味でのワークショップの最も古い事例であり、その後のアメリカの演劇界・映画界の重要な人材を多数排出し（劇作家のユージン・オニール、『フィラデルフィア物語』原作者フィリップ・バリー、『風と共に去りぬ』脚本家のシドニー・ハワード等）、大学での演劇教育に可能性を感じた参加者からは、大学に就職し、演劇クラスや、当時としては画期的な演劇科を立ち上げるといった、多くの演劇教育者が現れ、演劇教育に支えられた今日のアメリカ演劇文化の形成に寄与した。ただし、熊谷保宏は、「ワークショップの原像イメージを作った演劇人圧倒的なカリスマであり、多分に絶対君主的で面々であったということだ。初期のワークショップは今日の民主的なイメージとは対称的な、独裁的なそれであったように思える」「生産性に重きを置く場の成り立ちも、今日のワークショップとは対称的とみるべきであろう」と指摘しており、現代のワークショップやファシリテーターの在り方とは異なる面がある。
ファシリテーターという呼称は、容易にすること、簡易化、助成、助長、を意味する facilitate から転じて、非指示的カウンセリングの創始者であるカール・ロジャーズのベーシック・エンカウンター・グループの実施者として、1950年頃にアメリカで用いられ始めた。1954年のロジャーズの著書においてグループ・カウンセリングと個の変容を解説しているのが初出であると言われることが多い。ロジャーズらによるグループ体験の潮流は、ベトナム戦争の泥沼化・反戦平和運動などを背景に、アメリカ西海岸で流行したヒューマンポテンシャル運動の一部であるが（のちニューエイジへと続いた）、ほぼ同時期に東海岸では、社会心理学者のクルト・レヴィンがリーダーを務めた1946年のワークショップを契機に、1947年にナショナル・トレーニング・ラボラトリー（NLT）が設立され、ベーシック・エンカウンター・グループとよく似た、グループダイナミクスの理論に基づいた集団での体験学習・コミュニケーション技能訓練のTグループの実践が盛んになっており、東西で熱心に交流が行われた。（中野民夫によると、アメリカで様々なワークショップを行う人に聞くと、ワークショップの起源としてクルト・レヴィンの名を挙げる人が多い。）
こうして育まれたグループ体験の知見や技術は、その後、多民族・多文化社会のイギリスで1970-80年代に、1950年以降実施されたマイノリティへのイギリス社会への定着・同化政策への批判と反省から、異文化理解・コミュニケーション教育、複合民族文化教育のプログラムへと進歩を遂げた。このプログラムの進行役が、ファシリテーターと呼ばれていた。10年以上にわたって続いたこの教育プログラムは、行動科学や集団心理の分野へ応用されていった。
参加型学習（学習におけるワークショップ）の源流には、「学習者中心主義」「経験主義」にもとづいた、19世紀末に西洋で生まれた、いわゆる「新教育」の思想があり、この伝統の下に今日の参加型学習の体系が形成されていると言える。こうした教師と子どもが共に参画する授業実践の流れの中に、パウロ・フレイレがいる。フレイレは、ワークショップ、特に開発教育等の国際開発、演劇といった分野のワークショップに影響を与えており、ラテンアメリカの民衆演劇運動から始まったワークショップの先駆け的存在で、被抑圧者の演劇という演劇の手法により、演劇を社会のために使う応用演劇の基礎を作ったアウグスト・ボアールは、ドイツのベルトルト・ブレヒトの「教育劇」とフレイレに大きな影響を受けている。国際開発の文脈におけるファシリテーションの概念の生みの親は、イギリスのサセックス大学開発研究所のロバート・チェンバースであり、彼はフレイレの影響を受け、参加型農村調査（PRA）や 参加型学習行動（PLA）等の参加型開発手法を提唱した。彼は、従来開発専門家などの援助者は、指導的・権威的・支配的な役割を担ってきたが、地域住民の主体的な参加プロセスを促進するファシリテーターとしての役割を担うことを求めた。
中原澪佳は、「学校教育で参加型学習が用いられるようになった理論的背景にはジョン・デューイによるところが大きいが、参加型学習が学習者の態度や価値観の変容をねらいとするようになった背景にはフレイレの思想と実践がある」と述べている。フレイレは、従来型教育を、人々を飼いならしている抑圧の構造を再生産する「抑圧の教育」「銀行型教育」と呼び、このような状況を変革するものとして、ひとびとを抑圧状況から解き放ち、奪われた人間性を取り戻す「解放の教育」「課題提起教育」を説いた。銀行型教育が「伝達」によって行われるのに対し、課題提起教育は「対話」によって行われ、「対話者どうしが出会い、たがいの省察と行動を結びつけることで、世界は変革され、より人間的な方向へと向かう」と考え、これを実践した。
まちづくりにおけるワークショップは、アメリカのランドスケープ・デザイナーのローレンス・ハルプリンが重要な役割を果たしている。経済優先、効率優先の建築や都市づくりが進む中、市民にとって楽しい、潤いあるまちづくりを実現し、多民族・他宗教の坩堝アメリカで、まちづくりにおける市民の合意を形成するために、ハルプリンは1960年代後半に、個人と集団の創造性を高め、集団で諸問題を解決するメソッドとして、RSVPサイクル（Resource：資源、Score：スコア・総譜、Valuaction：価値評価、Performance：実行）の手法を創出し、これを用いたテークパート・プロセス・ワークショップを実践した。RSVPサイクルは、サンフランシスコ・ダンサーズ・ワークショップを主催していた振付家・ダンサーの妻アンナ・ハルプリンの影響を受けており、スコアというアイデアはダンスから来ている。また、ハルプリンのワークショップ手法の開発には、ゲシュタルト療法を行った心理学者やファシリテーターが協力していた。集団的創造全般に向けられたこのメソッドは、様々な分野のワークショップ活動の基盤として活用されている。
他に、マイケル・スポックが主導した1960年代のボストン子ども博物館の試み、環境活動家のスティーブ・バン・メーターの1969年の著作『アクリマタイゼーション』やメーターの地球教育（地球教育研究所）、エサレン研究所（ヒューマンポテンシャル運動の中心地）の影響を受けた1970年代のディープエコロジー運動などの流れがある。
日本でファシリテーションは、1950年代に使われ始めるものの、当時はカウンセリング分野での使用に留まった。1970年代には、まちづくり、施設づくりに、市民参加型のワークショップが普及し始めた。1980年代に入り、国際問題、男女共同参画、環境問題等の分野でファシリテーターの役割が再注目され、1990年代には産業界でも使われることとなる。まちづくりの現場でも、まちづくりワークショップが全国的に広がった。
2000年代初頭より、対立しがちで合意形成や相互理解が妨げられがちなチーム・組織などの効果的・効率的運営をすることを指す言葉として、ファシリテーションと呼ばれる機能が紹介された。
日本では、組織コンサルタントの堀公俊が、2003年にNPO法人日本ファシリテーション協会を設立し、初代会長に就任した。日本ファシリテーション協会に関わるメンバーなどが、出版、セミナー研修、養成講座などの活動を行って普及を進めており、同協会が日本におけるファシリテーション全体を牽引している。

## 活用の場
堀公俊・日本ファシリテーション協会は、「個人的⇔社会的（組織・集団的）」という軸と、「学習的（受容的）⇔創造的（能動的）」という2つの軸で、ファシリテーションが活用される分野を整理し、(1)問題解決型（創造的・社会的）、(2)合意形成型（社会的）、(3)教育研修型（個人的⇔社会的・学習的⇔創造的の軸の中心に位置する）、(4)体験学習型（社会的・学習的）、(5)自己表現型（創造的・個人的）、(6)自己変革型（学習的・個人的）の6つの分野に分けて提示している。ワークショップ企画プロデューサーの中野民夫は、「個人的（個人の変容・成長）⇔社会的（社会変革）」「学ぶ（感じる・理解する・プロセス）⇔創造する（生み出す・アウトプット）」の2つの軸で、(1)まちづくり系（創造する・社会的）、(2)社会変革系（社会的）、(3)教育・学習系（個人的⇔社会的、学ぶ⇔創造するの軸の中心に位置する）、(4)自然・環境系（学ぶ・社会的）、(5)アート系（創造する・個人的）、(6)精神世界系（学ぶ・個人的）、(7)統合系（学ぶ）に分けており、堀の分類に近いが、まちづくりの位置づけが異なり、統合系を加えた形で分類している。
彼らがワークショップ活動の分類に採用した座標軸は、近代社会を支える基本原理であり、真壁宏幹は、ワークショップが具体的に対象にしているものは、「まちづくり」など極めて近代的なものであり、「現代における近代システムへの『近代的な』問い直し」が、根本的なテーマとして共通しており、「古典的近代が生み出したさまざまな弊害や危機を何とか回避しつつ、よりよく近代を生き抜くための方策の模索」と言っていいかもしれない、と述べている。以下に、堀と中野の分類をベースに、活用される分野を示した。
1. 社会的・創造的（能動的）：ビジネス・政治分野[4]。まちづくり、合意形成による政策作り[39]。組織開発、ビジネスにおける課題解決を目指したチーム活動、プロジェクト。意思決定に向けたプロセスの設計、チーム内のコミュニケーションなどチーム全般の活動推進[4]。アジャイルソフトウェア開発、KPI（重要業績評価指標）の検証・改善、医療の現場[40]、介護・社会福祉の現場[41]等。
2. 社会的：社会活動・学術分野[4]。地域づくり、まちづくり[4][42]、複雑な問題を持つ子どもや若者の支援・ラップアラウンド（英語版）[注釈 1]、参加型農村調査（英語版）（PRA）[45]等の参加型開発、紛争解決等。災害復興におけるまちづくりでも活用される[46]。
3. 個人的⇔社会的と学習的（受容的）⇔創造的（能動的）の軸の交点：ビジネス・社会教育・学校教育分野[4]。自律的な学習を促すことを目的とする[4]。アクティブ・ラーニング等の教育の現場[4][47]、キャリア形成支援[48]、企業の研修などのトレーニング等。
4. 社会的・学習的（受容的）：自然・環境分野[4]。同じ体験を共有する事で学習を促していく分野である。[4][49]
5. 個人的・創造的（能動的）：アート・芸術分野[4]。様々な参加者同士の相互作用を促し、新しい芸術作品の創造を目指す[4]。
6. 個人的・学習的（受容的）：ビジネス・生活分野[4]。メンバー相互のグループ・ダイナミクスを活性化させ、潜在的な能力を引き出し、気付きを与えて自己変革を促す[4]。競争社会におけるルサンチマンの処理[50]。自己成長、心と体、心理学、精神世界、自己啓発セミナー、ニューエイジ、癒し[39]。個人に働きかけて自己変革を促すコーチングに類似する[4]。
7. 学習的（受容的）：精神世界と社会変革の統合、個人と社会の癒しと変革など[39]。

## 役割・スキル
ワークショップを実践するファシリテーターの重要な技能として、大別して、事前の企画段階におけるプログラムデザインと、当日の運営段階におけるファシリテーションがあり、複合的な能力が求められる。
事前のプログラムデザインでは、コンセプトを設定し、趣旨の説明やメンバーの緊張を和らげるアイスブレイクで構成される「導入」、話題提供や意見交換などで構成される「知る活動」、個人やグループでアイデアをまとめたり作品を制作する「創る活動」、発表と振り返りを行う「まとめ」という、起承転結の4段階から成るプログラムを設計し、タイムテーブルを構成する。プログラムデザインでは、実現したい目標やゴールイメージを円の中心に描き、それに沿って、起承転結を並べた「プログラムデザイン・マンダラ」なども活用される。目的やねらいに合わせた空間デザイン・場づくり、適切なグループサイズの設定なども事前に行われる。
ファシリテーションとは、「事前に設計したプログラムに沿って進行しながらも、当日の状況に応じて指示を変更したり、参加者に問いかけや助言をしたりすることで、学習や創造の過程をより促進するための一連の働きかけ」であり、ファシリテーターは、参加者の主体性、参加者同士のその場での相互作用による創発を尊重するため、事前に準備をすることができない。
スタンフォード大学のアーヴィン・D・ヤーロムによる数種類のグループ・セラピーのワークショップを対象にした研究によると、参加者の33%に肯定的な変化が起き、8%が心理的ダメージを負っており、この差はグループ・セラピーの手法の違いではなく、ファシリテーターの質によることが示された。ヤーロムは、ファシリテーターの役割を、次のように示した。

1. 配慮（支援・受容・関心・賞賛）
2. 意味づけ（説明・解釈・枠組みの提示）
3. 情緒的刺激（自己開示を迫る・挑発）
4. 実行機能（目標の設定・時間管理）

(1)と(2)は多いほど良い効果があるため徹底すべきであり、(3)と(4)は多すぎても少なすぎてもプラスの効果がなく、無理強いしてはならない、ということが分かっている。
日本聖公会司祭で、ナショナル・トレーニング・ラボラトリーの手法による人間関係トレーニング、感受性訓練、体験学習法などを実践し、日本の環境教育に影響を与えた西田真哉は、「ファシリテーターであるために望ましい条件」として、次の10項目を挙げている。

1. 主体的にその場に存在している。
2. 柔軟性と決断する勇気がある。
3. 他者の枠組みで把握する努力ができる。
4. 表現力の豊かさ、参加者への反応の明確さがある。
5. 評価的な言動はつつしむべきとわきまえている。
6. プロセスへの介入を理解し、必要に際して実行できる。
7. 相互理解のための自己開示を率先できる、開放性がある。
8. 親密性、楽天性がある。
9. 自己の間違いや知らないことを認めることに素直である。
10. 参加者を信頼し、尊重する。

ファシリテーターは、プログラムが開始すると、発言する人が少なく議論が不活発なら、様子を見ながら発言を促し、流れに乗れなくて参加しない人がいる場合には、補足説明を行ったり、参考になるモデルを提示するなどして抵抗感を軽減し、参加意欲を高め、発言しすぎる参加者がいる場合は、他のグループメンバーに質問を投げかけたり、それでも発言が続く場合は阻止し、目的やテーマが決まっている場合は、話がテーマからそれた時は本題に戻るよう誘導し、特定の参加者に対して集中的な批判や反対が生じた場合は、それが建設的なものか、悪意がないかを見極め、必要なら話題を転換するなど、権力を行使したり、場を支配しないように留意しながらも、議論や活動を促進し、場の状況を見守り、プログラムの意図に適した介入を行う。複数の参加者に対し、言葉だけでなく、目線やしぐさにまで視覚・聴覚で注意を払い、場の雰囲気を読み、現状に注意を払いつつも先を予測しながらプログラムを進行し、正解が分からず、瞬間瞬間で素早い判断が求められる状態が、ワークショップ終了まで続く。対話を活性化させる問いの設定、安心して発言できる、心理的安全性の保たれた場作り、発言を参加者が共有し、議論を見える化するために板書すること（ファシリテーション・グラフィック）など、様々なスキルが求められる。
経験の浅いファシリテーターは、経験あるファシリテーターについて、協同でファシリテーションを行うことで、技能を深めることができる。
ワークショップを運営するファシリテーターには、よく練られたプログラムデザインと、当日の臨機応変で適切なファシリテーションが必要不可欠であり、ワークショップの出来不出来は、ファシリテーターの力量に大きく左右される。ファシリテーターの需要は高まっており、育成講座なども増えているが、参加者の学びを支援するだけでなく、知識を教授する役割（インストラクター）、地域社会等との協働を企画する役割（コーディネーター）といった役割が求められることもあり、必要とされる場も多様で、場により目的により、困難さや適切な方略、振る舞いや役割が異なることもあり、その複雑さから、育成は容易ではない。

### 権力の行使の自制
ファシリテーターは場の進行役であり、そのため自然と場をコントロールする力を持つが、主役はあくまで参加者であり、参加者の主体性・自立が重視されるため、ファシリテーターは場をコントロールしてはいけないと考えられており、その役割は矛盾を孕む面がある。ファシリテーターの育成を行う森雅浩は、権限のある「偉い人」がファシリテーションをやると、場をコントロールしてしまい、失敗しやすいことを指摘している。学校教師がファシリテーターの役割・スキルを学ぶ場合も、通常の学校の、教師から生徒に決まった内容を一方的に教える授業とのギャップに悩む人が多いという。
ファシリテーターの行動（介入）がある種マニュアル的になり、権力を行使し、操作的な質問や指示を行って参加者に自己開示を行わせたり、感情を揺さぶって、自分の殻を破った、成長したと一時的に勘違いさせるといった、自己啓発セミナーのような操作的なトレーニングにならないよう留意する必要がある。

### 信頼関係の構築・維持
森雅浩は、参加者の積極的な発言や行動を根底で支えているのは、「ファシリテーターに対する信頼」であり、「最低限の信頼関係がないとファシリテーターはメンバーからの反発や抵抗にあう」と指摘している。参加者がファシリテーターを信頼していないと、意欲は低下するため、ファシリテーターには、参加者と良好な信頼関係を築き、それを維持する努力が必要とされる。

### 振り返り
プログラムが終了したら、振り返り、フィードバックを行う。目標がある場合は、それを達成したかどうかだけでなく、グループのあり方がどうであったかを振り返ると、参加者の今後に役立つ。ファシリテーターは、参加者に対して権威者になりえるため、フィードバックの際に、ファシリテーターやスタッフの解釈が参加者のものより正しく、意味があると捉えられ、そのフィードバックが一見厳しかったり、鋭く感じられるものである場合、参加者を傷つけてしまうこともある。

### 道具
ファシリテーションの道具としては、進行表、進行管理に使うストップウォッチ（タイマー）、合図に用いる笛・ベル、「ふりかえり」や「わかちあい」に用いる模造紙・紙、マーカー、付箋、マグネットなどがある。

## 価値観
組織開発において、変革のツールになるのはファシリテーター自身の価値観であり、アメリカのナショナル・トレーニング・ラボラトリー（NLT）は、組織開発のファシリテーターに必要な価値観を次のように示した。
1. 人間尊重：人間は基本的に善であり、その人に適した場が与えられれば、自律的・主体的にその人の力を発揮すると考える、「人間を信じる」価値観。[54]
2. 民主的：多くの人が参加して物事を決めることで、決定の質が良くなり、実行されやすくなると考える、「みんなで考える」価値観。ナチスから逃れてアメリカに亡命したユダヤ人でNLT創始者のクルト・レヴィンの、民主的な世の中への希望の影響が大きい。[54]
3. クライアント（当事者）中心：ファシリテーターやコンサルタントではなく、当事者が中心になって取り組む、という価値観。[54]
4. 社会・環境志向：組織（グループ）を機械ではなく、有機的な生命体システムと捉え、組織を内部の要素が相互に関連するまとまりと考え、社会を取り巻く社会・環境との共存を目指す、「世の中のために」という価値観。[54]

こうしたファシリテーターの価値観には、レヴィンをはじめとするNLTメンバーの理念が受け継がれている。ドナルド・アンダーソンは、「発達・学習を信じること」が組織開発のファシリテーターに最も重要な価値観であるとしている。

## 批評

### 権力の行使の隠微・指導性の放棄
パウロ・フレイレは、教育者と学習者の対等性を主張し（理解されにくいが、教育者と学習者が同じ立場で学習の場に立ちあうということではない）、特に学習者の主体性を重視していたことから、ファシリテーターの源流とみなされることがあるが、彼は教育におけるファシリテーターに対して批判的であり、教育者の指導性を放棄する「放任主義教育」と呼んでいる。「私はファシリテーターであると自称したことはありません。また、はっきりさせておきたいのは、教育者である以上、常に教えながらファシリテートしているということです。教えずにファシリテートするファシリテーターという考えは受け入れられません」と語り、指導性を否定するファシリテーターは教育者と呼ばれるための資格をもたないと考えた。
フレイレは、ファシリテーターが教育者である以上、学習者を評価し、カリキュラムを管理する権力をもっているにもかかわらず、権力を行使していないように振る舞い、権力を隠しながら行使するという欺瞞を指摘している。ファシリテーターは、権威主義と見られることを恐れるあまり権威を放棄し、教育者という主体性を放棄しており、学習者との対話も拒否した、学習プロセスの外に立つ傍観者でしかないとみなした。学習者の主体性を尊重すると称して装われた中立的立場は、教育者と学習者を切り離し、教育者の権力に対する学習者の注意をそらし、学習者を従順にし、ファシリテーター達が否定する権威主義の教育よりも、巧妙に、効果的に、学習者を支配できる教育、学習者の飼いならしになっていると考えた。
こうしたファシリテーターの条件を作りだしているのは権威主義と権威の混同だと思います。権威主義を脱しようとして、教育者としての権威を放棄することはできません。実際、このようなことはありえないのです。教育者は、教えようとする主題に関する知識の深さと広さをつうじて、一定の権威を保持しているからです。教育者ではなくファシリテーターだと主張する教育者は、どういうわけか、教えるという仕事、したがって対話する仕事を放棄しています。
フレイレの「解放の教育」は、教育者と学習者が互いの権威を尊重するものであり、教育者と学習者それぞれの主体性を尊重し、互いに交流する民主的な関係を目指した。
中堀仁四郎は、「トレーニングの中では、トレーナー(今でいうファシリテーター）は自分が”権力”を持つ立場にいることに気付いているべきである。トレーニングは協働の学習であるのだから。Tグループの学習プロセスは、そこにいるものの相互協力的なものである。お互いの責任、参加かどのようになっているか了解されていなければならない。（中略）”権力”の問題がどのようになっているかに気づいていなければならない。」と述べている。
信田さよ子らは、DV加害者更生プログラムのワークショップに関する資料で、「意識するとしないとにかかわらず、筆者らファシリテーターは彼ら（プログラム参加者）に対して権力的立場にあることは疑いがない。厳密な意味での対等性はそこにはない。」と指摘している。

### 倫理観が欠如している場合の問題
アメリカでは1960年代にすでに、Tグループなどの集団での体験学習・コミュニケーション技能訓練（ラボラトリー・トレーニング）の倫理性の基準の必要性が論じられた。中堀仁四郎は、「倫理基準はそれが本来の目的から外れて用いられないように、一定の基準に達しない技術の提供を禁止することを目的としている。」と述べている。
ベーシック・エンカウンター・グループの発展と同時代の1970-80年代に、グループ療法のゲシュタルト療法やTグループ、感受性訓練（ST）が、ネットワークビジネスなどの誤った目的で利用されて凶器と化し、日本でも社員教育・組織開発としての感受性訓練が1980年代に流行して社会的な問題となり、マインドコントロールという言葉が流行した。市場ニーズにファシリテーターの育成が追い付かず、倫理観に欠けたファシリテーターが暴走し、研修中の参加者に対する心理操作、個人の尊厳を危うくするような「しごき」的トレーニング、つるし上げ、暴力などの問題が起こり、参加者の心身を傷つけ、自殺者も出ている。
中原淳は、組織開発は、集団精神療法から手法を発展させているが、こうした人の心を扱う手法は本来訓練を受けたプロが行うものであり、組織開発はその成り立ちから、倫理観に欠けるファシリテーターが暴走した場合、グループダイナミクスを活用するセラピーの手法が悪用され、参加者に害を与える危険性を孕んでいることを指摘している。